# Carlos Federico de Hohenzollern-Sigmaringen
Carlos Federico (9 de enero de 1724 - 20 de diciembre de 1785) fue un miembro de la Casa de Hohenzollern y Príncipe de Hohenzollern-Sigmaringen, Señor de Haigerloch y Wehrstein desde 1769 hasta su muerte.

## Biografía
Nacido en Sigmaringen, era el mayor de los hijos del Príncipe José Federico Ernesto de Hohenzollern-Sigmaringen y su esposa, María Francisca Luisa de Oettingen-Spielberg. De los nueve hijos que produjo su padre de su primer y segundo matrimonio, solo Carlos Federico y una de las hermanas menores, María Juana (quien se hizo monja), alcanzaron la edad adulta.
Carlos Federico fue primero educado en Sigmaringen y Múnich. Después, fue a las Universidades de Friburgo, Gotinga e Ingolstadt. Volvió a Sigmaringen en 1746 y pronto partió al acostumbrado Grand Tour (una especie de viaje educacional) a través de Alemania, Austria e Italia.
Durante su estancia en los Países Bajos visitando a sus parientes, conoció a su futura esposa. El 2 de marzo de 1749 en el Castillo de Kail, contrajo matrimonio con su prima hermana Juana Josefina Antonia (14 de abril de 1727 - 22 de febrero de 1787), una hija del Conde Francisco Guillermo de Hohenzollern-Berg. La boda no solo tuvo lugar por motivos políticos sino que Carlos Federico sentenía un profundo afecto por su novia. Juana era la heredera del rico Condado neerlandés de Bergh-'s-Heerenberg, y por este motivo pasaron más tiempo en sus fincas holandesas que en el Principado de Sigmaringen.
Carlos Federico se puso del lado de la emperatriz María Teresa I de Austria contra Prusia durante la Guerra de los Siete Años. Hasta 1763 sirvió en el regimiento de caballería como parte de las tropas del Círculo de Suabia Imperial. Durante el conflicto, principalmente luchó contra Friedrich Wilhelm von Seydlitz, líder de la caballería prusiana.
En el Principado de Sigmaringen el conflicto militar virtualmente no tuvo repercusiones, un hecho que favoreció la economía local. Carlos Federico era Erbkämmerer del Sacro Imperio Romano Germánico y Teniente Mariscal de Campo (Feldmarschall-Leutnant) del Círculo de Suabia Imperial. A pesar de sus actividades militares, estaba muy entusiasmado con la caza.

## Descendencia
- Federico José Fidel Antonio (29 de mayo de 1750 - 17 de agosto de 1750).
- Juan Bautista Federico Fidel (n. y m. 18 de agosto de 1751).
- Antonio Joaquín Jorge Francisco (12 de julio de 1752 - 1 de noviembre de 1752).
- Fidel José Antonio Francisco (11 de julio de 1753 - 6 de febrero de 1754).
- María Francisca Ana Antonia (8 de agosto de 1754 - 22 de abril de 1755).
- Joaquín Adán (15 de agosto de 1755 - 22 de marzo de 1756).
- José Federico Fidel (17 de junio de 1758 - 12 de septiembre de 1759).
- Francisco Conrado María Fidel (12 de julio de 1761 - 18 de julio de 1762).
- Antonio Aloisio Meinrado Francisco (20 de junio de 1762 - 17 de octubre de 1831), Príncipe de Hohenzollern-Sigmaringen.
- Fidelia Teresa Carolina Crescentia (27 de octubre de 1763 - 3 de noviembre de 1763).
- Juana Francisca Antonia (3 de mayo de 1765 - 23 de agosto de 1790), desposó en 1781 al Príncipe Federico III de Salm-Kyrburg.
- María Crescentia (23 de julio de 1766 - 5 de mayo de 1844), creada Señora de Holzen el 12 de junio de 1813; desposó en 1807 a Francisco Javier Fischler, Conde de Treuberg.